# 山川まゆみ
山川 まゆみ（やまかわ まゆみ、1976年8月13日 - ）は、主に沖縄県で活動している歌手である。沖縄県那覇市出身。

## 来歴
1976年、沖縄県那覇市に生まれる。沖縄県立芸術大学卒業。
6歳の頃から三線を始め、中学1年生のときに上江洲由孝に師事する。
1992年、知名定男作曲、坂田英世作詞の「ユイユイ」をフジテレビの幼児向け番組「ひらけ!ポンキッキ」で歌い、人気を博した。
2011年には島うた少女グループ「島うた少女テン」をプロデュースした。
現在は島尻郡与那原町在住。

## 作品

### シングル
- ユイユイ（1992年）『ひらけ!ポンキッキ』6,7月今月の歌
- 新谷茶前節（1994年）

### アルバム
- しまうたに語ら（2018年）[3]

## 出演
現在出演中の番組
- 民謡の花束（2015年- 、ラジオ沖縄、日曜 20:00 - 21:00、パーソナリティを担当）

過去に出演した番組
- ひらけ!ポンキッキ（1992年、フジテレビ）